# Şəhriyar (Şamaxı)
Şəhriyar è un comune dell'Azerbaigian situato nel distretto di Şamaxı. Conta una popolazione di 248 abitanti.